# Bucsa (Ukrajna)
Bucsa (ukránul: Буча) város Ukrajnában, a Kijevi területen. A Bucsai járás és Bucsa község székhelye. Lakossága 2021-ben 36 971 fő volt. 

## Fekvése
Mintegy 25 km-re északnyugatra található a fővárostól, Kijevtől.

## Története
1898-ban jött létre, amikor a Kovelt Kijevvel összekötő vasútvonal mentén egy vasútállomást építettek fel itt. Nevét a vasútvonalat keresztező Bucsa folyóról kapta. 2006. február 9-én városi rangot kapott. A településen egy üveggyár is működik.
A város nevét a 2022-es orosz invázió során elkövetett tömeggyilkosság tette világszerte ismertté.

## Népessége
| Lakosok száma | 30 135 | 31 073 | 31 826 | 31 959 | 33 868 | 35 162 | 36 971 |
|               | 2014   | 2015   | 2016   | 2017   | 2018   | 2019   | 2021   |

A 2001-es ukrajnai népszámlálás során a lakosság 88,2%-a ukrán, 11,3% orosz, 0,2% fehérorosz anyanyelvűnek vallotta magát (0,3% egyéb).

## Testvérvárosok[3]
- Bergisch Gladbach, Németország (2022)
- Jasło, Lengyelország
- Tuszyn, Lengyelország (2004)
- Jarocin, Lengyelország (2006)
- Pszczyna, Lengyelország (2016)
- Katowice, Lengyelország (2022)
- Kovel, Ukrajna
- Técső, Ukrajna (2006)
- Bilhorod-Dnyisztrovszkij, Ukrajna (2010)
- Ospedaletto Euganeo, Olaszország (2000)
- Bergamo, Olaszország (2022)
- Pont-de-Chruy, Franciaország (2004)
- Palanga, Litvánia (2015)
- Bucsa, Magyarország (2004)
- Ferencváros (Budapest, IX. kerület), Magyarország (2022)[4]
- Škofja Loka, Szlovénia (2018)
- Cascais, Portugália (2022)

### Partnerváros
- Albany (New York), Amerikai Egyesült Államok (2022)

## Fordítás
- Ez a szócikk részben vagy egészben  a   Butscha című német Wikipédia-szócikk fordításán alapul.  Az eredeti cikk szerkesztőit annak laptörténete sorolja fel. Ez a jelzés csupán a megfogalmazás eredetét és a szerzői jogokat jelzi, nem szolgál a cikkben szereplő információk forrásmegjelöléseként.